# Enchelidium marinum
Enchelidium marinum is een rondwormensoort uit de familie van de Enchelidiidae.